# FWX
FWX è il decimo disco in studio dei Fates Warning.

## Tracce
1. Left Here – 6:59 (Matheos)
2. Simple Human – 4:03 (testo: Alder – musica: Matheos)
3. River Wide Ocean Deep – 6:10 (Matheos)
4. Another Perfect Day – 4:44 (Matheos)
5. Heal Me – 7:39 (testo: Alder – musica: Matheos)
6. Sequence #7 – 2:13 (musica: Matheos)
7. Crawl – 4:22 (testo: Alder – musica: Matheos)
8. A Handful of Doubt – 5:06 (Matheos)
9. Stranger (With a Familiar Face) – 4:21 (Matheos)
10. Wish – 6:39 (Matheos)

## Formazione
- Ray Alder - voce
- Jim Matheos - chitarra, tastiere, programming[2]
- Joey Vera - basso
- Mark Zonder - batteria